# Zero Freitas
 (février 2022).
Le contenu est difficilement compréhensible vu les erreurs de traduction, qui sont peut-être dues à l'utilisation d'un logiciel de traduction automatique.
Pour les articles homonymes, voir Freitas.
José Roberto Zero Alves Freitas, né vers 1955, est un homme d’affaires brésilien dont la collection de disques est composée de huit millions de disques vinyles et est la plus importante du monde. En outre, il possède plus de 100 000 disques compacts[réf. nécessaire].

## Biographie

### Jeunesse
Freitas est né vers 1955 et a reçu le surnom Zero à l’école. Quand il est enfant, son père achète une chaîne hi-fi et 200 albums, ce qui suscite son intérêt. La collection est endommagée par une inondation et Freitas l'a ensuite reconstituée. Sa mère, qui possédait une collection de 400 à 500 disques, a également influencée Freitas. Le premier disque qu'il a acheté fut Canta para a Juventude de Roberto Carlos, qu'il a acquis vers décembre 1964 ou janvier 1965. Au moment où Freitas a quitté le lycée, il possédait 3 000 disques. 
Freitas étudie la composition musicale à l'université puis reprend l'entreprise de transport familiale qui exploite des bus dans la ville de São Paulo. À 30 ans, il a acquis environ 25 à 30 000 disques. 

### Expansion
Jusqu'à récemment[évasif], la plupart des achats de Freitas étaient anonymes. Il a placé des publicités dans le magazine Billboard : « Collections de disques. Nous achetons n'importe quelle collection de disques. N'importe quel style de musique. Nous payons des prix plus élevés que quiconque ». Il a aussi utilisé des agents pour agir en son nom. Il a acheté le stock restant de 200 000 disques à Colony Records à Times Square à New York après la fermeture du magasin en 2012 et a acheté le stock du magasin Modern Sound de Rio de Janeiro à peu près au même moment. Vers 2013, il achète la collection de Murray Gershenz, l'ancien propriétaire du magasin de disques Music Man Murray à Los Angeles. Également en 2013, il a acheté la collection de Paul Mawhinney de Record-Rama, considérée elle-même à l'époque comme la plus grande du monde. La collection d'environ trois millions de disques a nécessité le déplacement de huit semi-remorques.

## Publicité
L'étendue de la collection de Freitas a été révélée au monde entier après la publication des détails dans un article paru dans The New York Times Magazine en août 2014. A cette époque, on[Qui ?] estimait qu'il avait « plusieurs millions » de disques. En mars 2015, sa collection était estimée à six millions, ce qui en faisait la plus grande collection de disques existante. Freitas a été incapable d'expliquer pourquoi il continue d'acquérir tant de disques, en déclarant « cela fait 40 ans que je suis en thérapie pour essayer de m'expliquer cela moi-même ». Il collectionne les disques 33, 45 et 78 tours de tous les styles de musique et de discours. Les archives sont nettoyées et cataloguées par une équipe d’assistants qu’il a recrutés, mais il acquiert de nouveaux documents plus rapidement qu’ils ne peuvent travailler et seuls 250 000 enregistrements ont été traités à ce jour. Il garde 100 000 disques chez lui. La collection inclut également jusqu'à 30 % de duplication. Ces doublons commencent maintenant[évasif] à être vendus. Dix mille disques brésiliens ont été remis à ARChive of Contemporary Music (en) où ils forment la collection de musique brésilienne Zero Freitas. 
Rien qu'en octobre 2014, il a acquis un million de disques d'un autre collectionneur pour 200 000 reais. En 2015, Terence McEwan de l'Opéra de San Francisco offre 6 500 disques à Freitas. Freitas maintient ses agents dans le monde entier, notamment au Mexique, à New York et au Nigeria. Ils lui permettent d’acheter un large éventail de documents tels que la collection de Bob Hope et les 100 000 albums de musique cubaine qu’il a acquis. 